# Bauernfrühstück

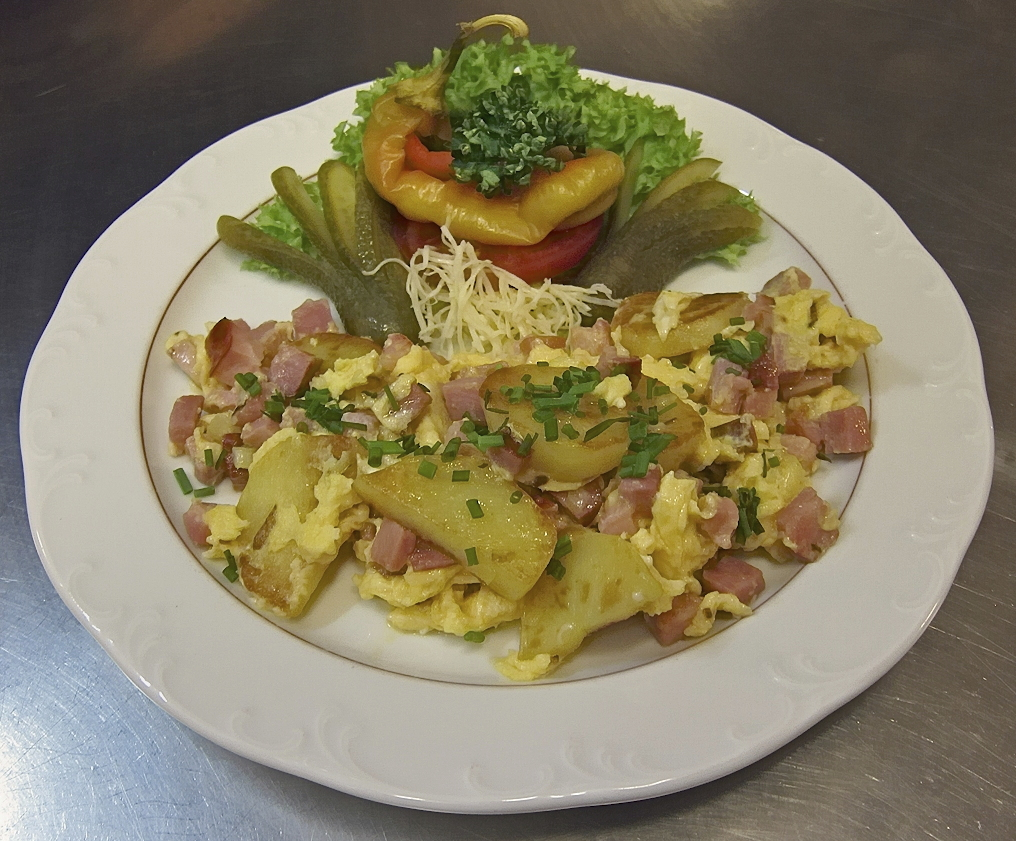
Bauernfrühstück.

Le Bauernfrühstück (omelette paysanne; en français, « déjeuner rustique ») est un mets traditionnel allemand. C'est un plat substantiel et roboratif, à base de pommes de terre sautées, d'œufs, d'oignons, de poireaux ou ciboulette, ainsi que de restes de viandes rôties ou fumés, de bacon ou de jambon.
Tous ces ingrédients sont mélangés dans une poêle et cuits en forme d'omelette ou de brouillade. Ce plat est généralement accompagné d'une salade de tomate ou de cornichons au vinaigre. Chaque région a sa façon de le préparer. La variante berlinoise est la Hoppelpoppel.
Des plats similaires sont également connus dans d'autres pays, par exemple l'omelette paysanne (à l'oseille), en France, la tortilla de patatas, en Espagne, ou le pyttipanna, en Suède.